# Budapester Straße (Dresden)
Die Budapester Straße ist eine Hauptverkehrsstraße in Dresden. Sie stellt eine wichtige Verbindung zur Altstadt von den südwestlichen Stadtteilen Löbtau, Plauen und der Südvorstadt her. Zwischen der Ammonstraße und ihrem westlichen Ende an der Kreuzung Nossener Brücke/Chemnitzer-/Nürnberger Straße ist sie als Bundesstraße 173 ausgewiesen.

## Verlauf

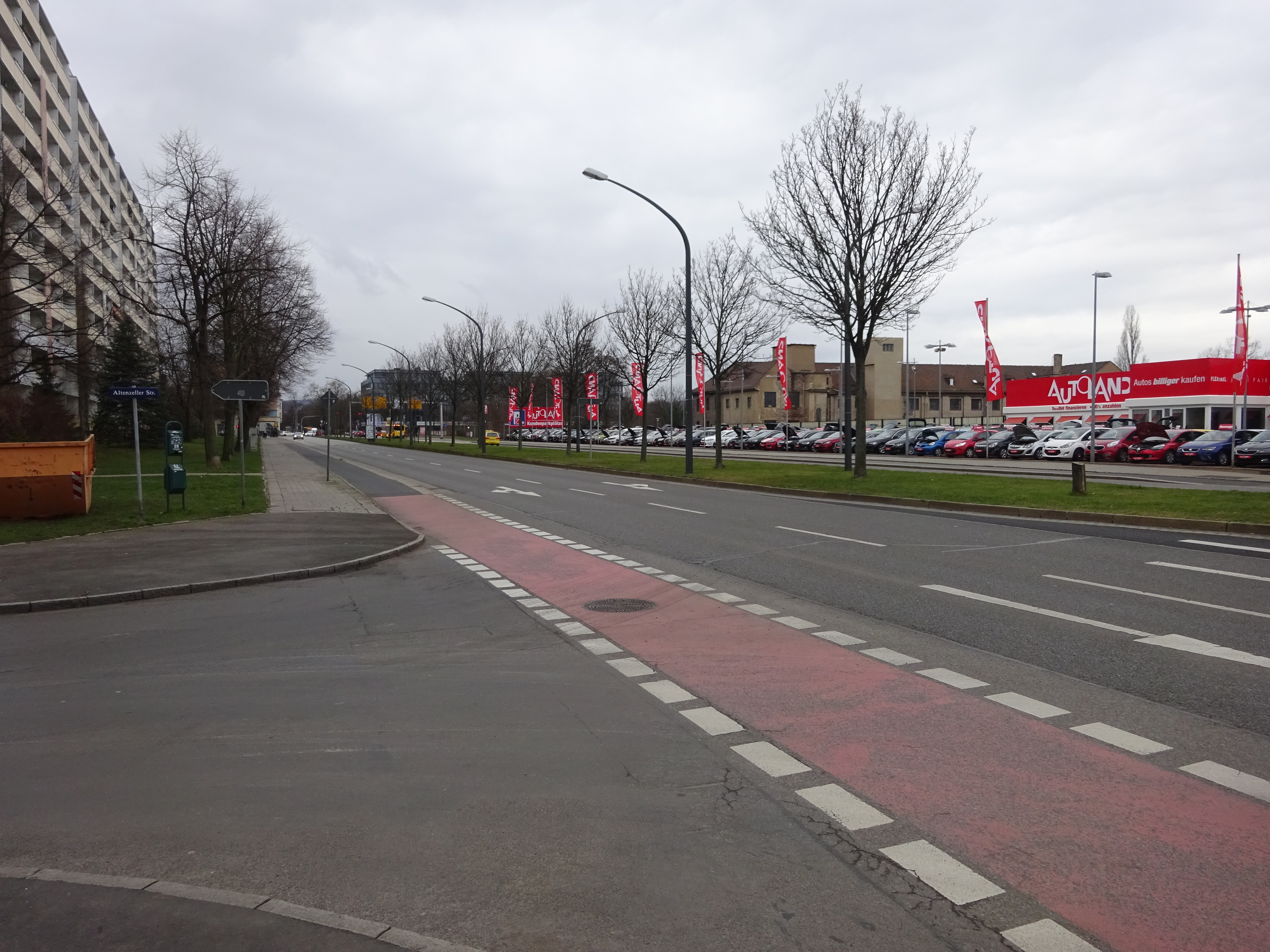
Die Budapester Straße in Höhe der Altenzeller Straße, Blick in Richtung Chemnitzer Straße

Die Budapester Straße beginnt am Dippoldiswalder Platz, in den sowohl der Dr.-Külz-Ring und die Waisenhausstraße als auch die Marien- und Reitbahnstraße einmünden. Von dort aus verläuft die Straße in südwestlicher Richtung durch die Seevorstadt bis an die Brücke Budapester Straße. Sie überquert die Bahnstrecke Děčín–Dresden-Neustadt, auf der Brücke wird zudem die Ammonstraße (26er Ring) angebunden. Nach Verlassen der Brücke setzt sich der Straßenzug durch die Südvorstadt fort. An der Kreuzung mit der Nürnberger Straße und der Nossener Brücke geht die Budapester Straße in die Chemnitzer Straße über, die Bundesstraße 173 knickt in die Nossener Brücke ab und ist dort Teil des Äußeren Stadtrings.
Die Hausnummerierung beginnt am Dippoldiswalder Platz und folgt dem Prinzip der Orientierungsnummerierung. Da die Richtungsfahrbahnen baulich getrennt sind, kann (außer an der Kreuzung Josephinenstraße) nur in die jeweils rechts liegenden Straßen eingebogen werden. Westlich der Brücke Budapester Straße gibt es die Möglichkeit, die Fahrbahnen zu wechseln, um die anderen Straßen zu erreichen.

## Geschichte

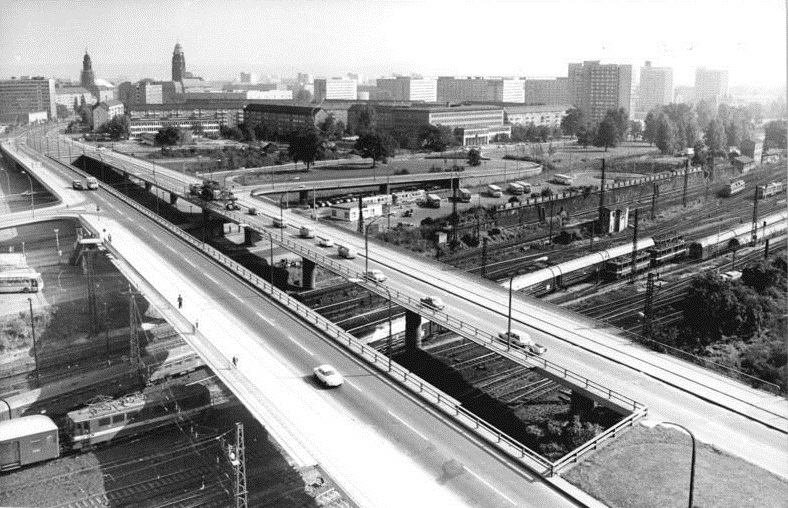
Die 1967 eröffnete Brücke Budapester Straße.

Um 1930 war die heutige Budapester Straße Teil der Chemnitzer Straße. Sie begann am Plauenschen Platz, auf dem sich heute etwa die Kreuzung mit der Ammonstraße befindet. Der Anschluss zum Dippoldiswalder Platz wurde durch die Große Plauensche Straße hergestellt. Über eine von drei Straßenbrücken kurz westlich des Dresdner Hauptbahnhofs schloss die Straße an die bedeutendere Annen-/Falkenstraße an, die mit der Falkenbrücke entlang der Grenze zwischen See- und Wilsdruffer Vorstadt über die Bahnstrecke geführt wurde. Von dort an setzte sich der Straßenzug bis Plauen auf bis heute kaum veränderter Führung fort.
Im Zweiten Weltkrieg wurde das Gebiet um die alte Chemnitzer Straße fast komplett zerstört. In der DDR begann ab 1963 der Wiederaufbau der Straße als vierspuriger Hauptverkehrsweg, zunächst noch unter dem Namen Chemnitzer Straße. Am 28. Dezember 1967 erfolgte die Verkehrsfreigabe der neuen Brücke, die die drei Brücken auf dem Gebiet ersetzte. Im Jahr 1968 wurde die ausgebaute Chemnitzer Straße – die namensgebende Stadt hieß seit 1953 Karl-Marx-Stadt – in Budapester Straße umbenannt, der übrige Abschnitt bekam den Namen F.C.-Weiskopf-Straße.
Nach der Wende wurde die Bundesstraße 173 von der Freiberger Straße über die Nossener und Löbtauer Brücke auf die Budapester Straße verlegt.

## Bebauung

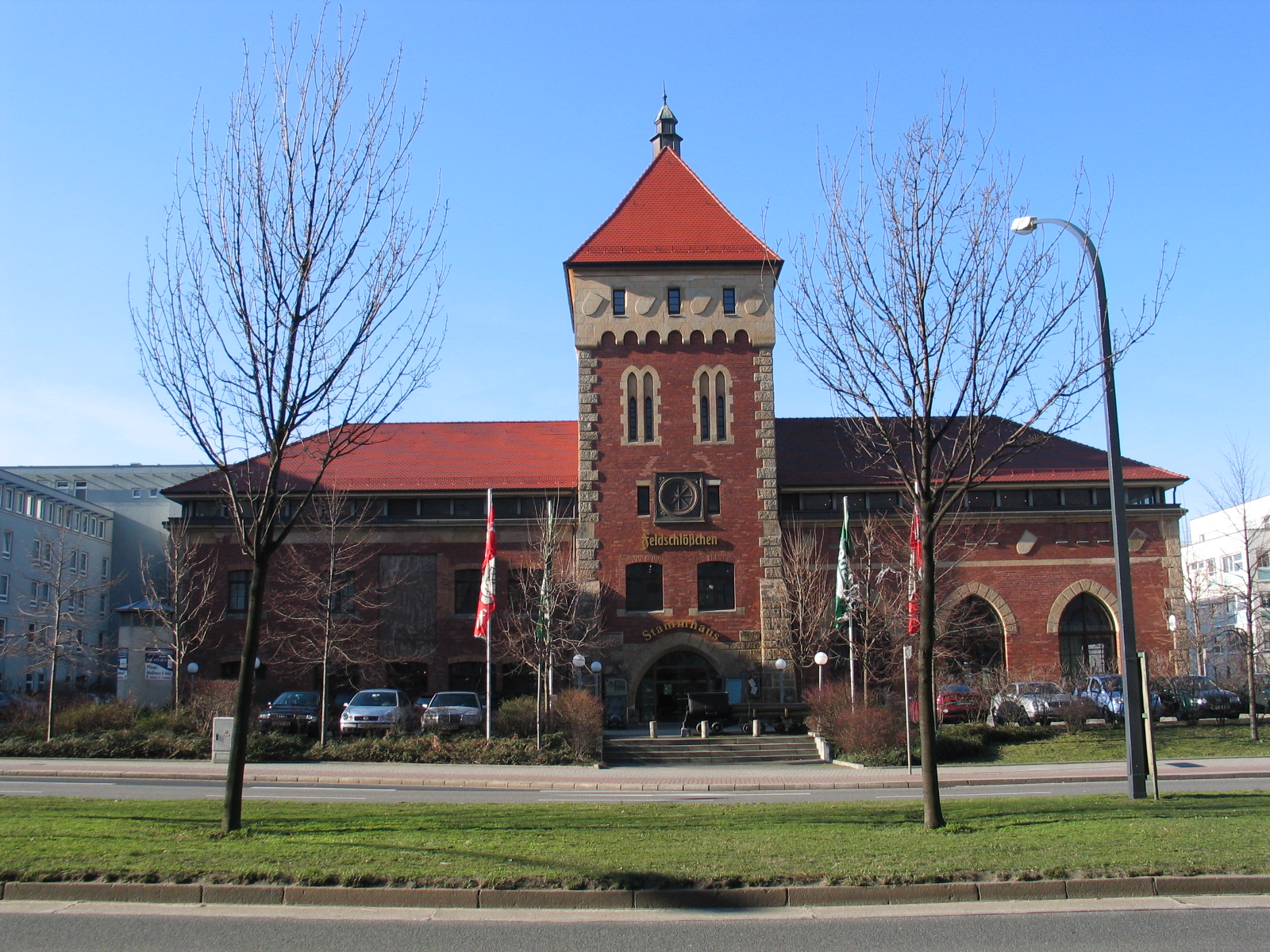
„Feldschlößchen-Stammhaus“

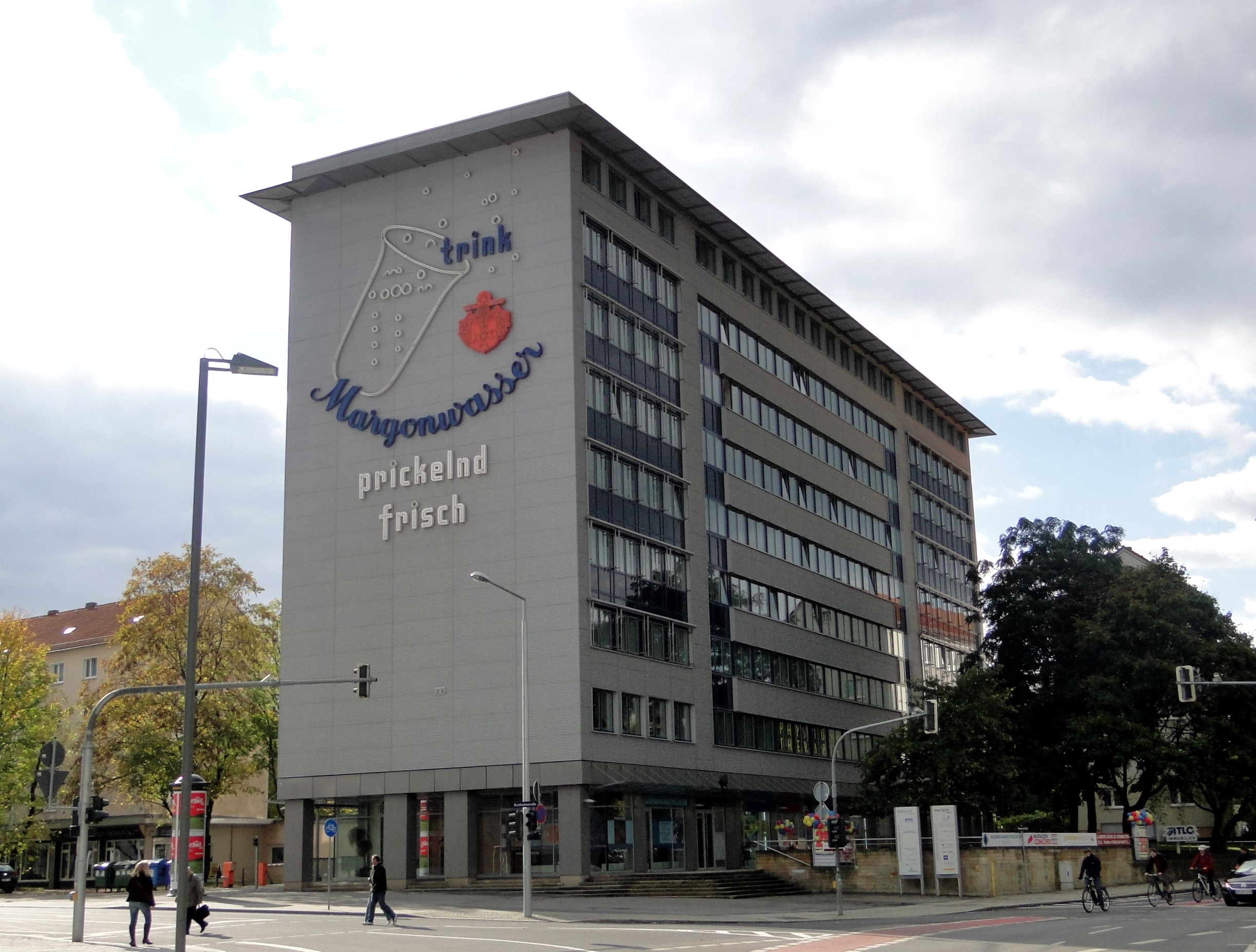
Margon-Haus am Dippoldiswalder Platz, rechts der Beginn der Budapester Straße

Die meisten Bauwerke an der Chemnitzer Straße wurden im Zweiten Weltkrieg zerstört. Eine Ausnahme bildete das heutige „Feldschlößchen-Stammhaus“, das für gastwirtschaftliche Zwecke betrieben wird und unter Denkmalschutz steht. Um das Stammhaus errichtete man 1998 einen Büro- und Hotelkomplex, der heute unter anderem die Dresdner Agentur für Arbeit beherbergt.
Auf der gegenüberliegenden Straßenseite entstanden in den Jahren 1973 bis 1974 elfgeschossige Wohnblöcke in Plattenbauweise (Typ IW66 P2) mit etwa 1000 Wohnungen. An der Hauswand zur Nürnberger Straße befindet sich ein ebenfalls denkmalgeschütztes Wandbild von R. Meschke, das aber durch die während der Sanierung der Plattenbauten angebrachten Dämmschichten überdeckt und daher nicht mehr sichtbar ist.
Am Dippoldiswalder Platz befindet sich das „Margon-Haus“ mit seiner markanten Leuchtreklame für das Margonwasser. Das Gebäude wurde 1966 für den Wirtschaftsrat des Bezirks Dresden errichtet und trägt die Werbung seit 1967. Auch sie ist als Kulturdenkmal ausgewiesen.

## Verkehr
Die Dresdner Verkehrsbetriebe betreiben die Buslinie 62 (Dölzschen–Johannstadt), die in ihrem Verlauf über die Budapester Straße sechs Haltestellen hat. Sie befinden sich am Dippoldiswalder Platz, an der Kreuzung Josephinenstraße, auf der Brücke, an der Schweizer Straße, am Stammhaus und an der Kreuzung Nürnberger Straße. Die Verkehrsbetriebe planten des Weiteren, die Buslinie durch eine neue Straßenbahnlinie zu ersetzen, die auf dem bereits vorhandenen Mittelstreifen der Budapester Straße verkehrt und Plauen mit der Johannstadt verbindet. Das Projekt wurde inzwischen von der Förderung zurückgestellt.